# Lumbrineris vincentis
Lumbrineris vincentis är en ringmaskart som beskrevs av Grube 1878. Lumbrineris vincentis ingår i släktet Lumbrineris och familjen Lumbrineridae. Inga underarter finns listade i Catalogue of Life.